# Kannonkoski
Kannonkoski là một đô thị của Phần Lan.
Vị trí của đô thị Kannonkoski ở tỉnh Tây Phần Lan trong vùng Trung Phần Lan. Đô thị này có dân số 1.634 người (năm 2003) và diện tích 550,93 km² trong đó có 102,22 km² là diện tích mặt nước. Mật độ dân số là 3.0 người trên mỗi km².
Dân đô thị này chỉ sử dụng tiếng Phần Lan